# Ikagašikome
Ikagašikome byla konkubína císaře Kógena a později císaře Kaika a matka císaře Sudžina.
Byla dcerou Óhesokiho. S císařem Kógenem měla jedno dítě: prince Hikofucuošinomakota (彦太忍信命), dědečka Takenoučiho no Sukune (武内宿禰). Později se provdala za císaře Kaika a porodila císaře Sudžina a princeznu Mimacuhime (御真津比売命). Od roku 97 př. n. l. byla císařovnou vdovou.